# Epitolina ugandae
Epitolina ugandae är en fjärilsart som beskrevs av Jackson 1962. Epitolina ugandae ingår i släktet Epitolina och familjen juvelvingar. Inga underarter finns listade i Catalogue of Life.